# Kępno Słupskie
Kępno Słupskie – zlikwidowana stacja kolejowa w Kępnie w województwie pomorskim, w Polsce. Stacja była początkową dla rozebranej linii kolejowej z / do Komnina. Przez stację przebiegała w latach 1897 - 1922 także kolejka wąskotorowa o szerokości toru 750 mm ze Słupska do Cecenowa. Od 1922  była to linia normalnotorowa.